# Zdravotní péče v Dánsku

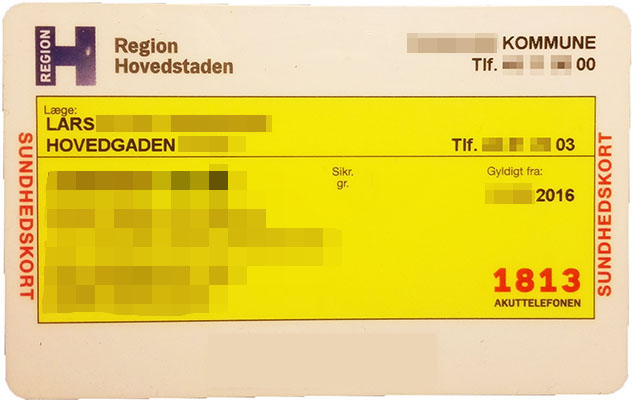
Dánský průkaz zdravotní péče umožňující jeho držiteli přístup k dánskému veřejnému zdravotnictví

Zdravotní péče v Dánsku je z velké části zajišťována místními regionálními vládami, přičemž koordinaci a regulaci zajišťuje ústřední vláda. Za pečovatelské domy, domácí péči a školní zdravotní službu odpovídá 98 komun. Některé specializované nemocniční služby jsou řízeny centrálně. Výdaje dánské vlády na zdravotní péči dosahují přibližně 10,4 % HDP, z čehož je zhruba 84 % financováno z regionálních a komunálních daní přerozdělovaných vládou. Vzhledem k tomu, že nezbytná zdravotní péče je financována z peněz daňových poplatníků, osobní výdaje na zdravotní péči jsou minimální a obvykle souvisí s platbami za určité služby. Tyto výdaje jsou obvykle hrazeny ze soukromého zdravotního pojištění.
Rozšířené je používání elektronických zdravotních záznamů. Na každých tisíc obyvatel připadá v Dánsku přibližně 3,4 lékaře a 2,5 nemocničního lůžka. Výdaje na nemocniční zařízení tvoří 43 % z celkových výdajů na zdravotní péči a jsou nad průměrem zemí OECD, přestože se počet lůžek výrazně snížil. Proočkovanost dětí přesahuje v Dánsku 90 %.

## Řízení zdravotnictví

### Ústřední vláda
Ústřední vláda hraje v dánském zdravotnictví pouze omezenou roli. Její hlavní funkcí je regulace, koordinace a poskytování poradenství a její hlavní odpovědností je stanovení cílů národní zdravotní politiky, stanovení vnitrostátních zdravotnických právní předpisů, regulace, podpora spolupráce mezi různými poskytovateli zdravotní péče, vydávání pokynů pro zdravotnický sektor, poskytování informací týkající se zdraví a zdravotní péče, podpora kvality poskytované péče a řešení stížnosti pacientů.
V roce 1994 Ministerstvo zdravotnictví vytvořilo agenturu, která spojila zdravotnický průmysl a poskytovatele zdravotní péče a domluvila se na systémových standardech kvality. Dánský model kvality založený na Institutu pro kvalitu a akreditaci ve zdravotnictví, byl představen v roce 2005 a fungoval ve spolupráci mezi dánskými regiony, ministerstvem zdravotnictví,  Agenturou pro ochranu zdraví, Dánskou farmaceutickou asociací a Dánskou obchodní komorou. V roce 2007 reorganizace zdravotnictví uvalila na praktické lékaře více povinností, zatímco rozhodování o zdravotní péči bylo centralizováno.
V dubnu 2015 bylo oznámeno ministrem zdravotnictví Nickem Haekkerupem a předsedou dánských regionů Bentem Hansenem, že má být tento systém opuštěn. Hansen řekl, že kvalitní zdravotní péči je nutné zjednodušit a soustředit se na ni. Do centra pozornosti se měl dostat pacient a péče se měla soustředit na dodržování různých standardů. Zákon o finanční stabilitě účinný od roku 2012 zavedl, že všechny regiony i komuny se musí ve výdajích na zdravotnictví držet v rozmezí do 1,5 % svých rozpočtů. Centrální vláda také nově schvaluje zavedení nových specializovaných zařízení nebo uzavření stávajících zařízení.

### Regionální správa
Regiony zodpovídají za oblastní nemocnice a praktické lékaře. Tyto zdravotní služby jsou financovány z vybraných daní. Dánské komuny odpovídají za pečovatelské domy a další pečovatelské služby. Velkou část populace tvoří starší lidé, proto je problematice pečovatelské služby věnována pozornost. V roce 1988 byl přijat zákon, který omezoval výstavbu nových domovů pro seniory a domy s pečovatelskou službou byly přestavěny na jednolůžkové pokoje. Od roku 1997 musí mít nově budovaná zařízení poskytující bydlení starším lidem minimálně ložnici, obývací pokoj, kuchyň a koupelnu.

## Náklady na zdravotní péči

### Veřejné zdravotnictví
V roce 2016 činily dánské výdaje na zdravotní péči 5205 amerických dolarů na obyvatele (přibližně 10,4 % HDP), přičemž přibližně 84 % výdajů na zdravotnictví pocházelo z vládních prostředků. Zdravotní péče v Dánsku je z velké části financována prostřednictvím regionálních daní.

### Soukromé zdravotnictví
Podle OECD činily soukromé výdaje na zdravotní péči v Dánsku 831 amerických dolarů na obyvatele (přibližně 1,7 % HDP). Soukromé zdravotní pojištění pomáhá pokrýt různé poplatky, které nejsou hrazeny z veřejné zdravotní péče.

## Poskytované služby

### Primární péče
Občané Dánska si mohou vybrat mezi dvěma typy zdravotního pojištění, a většina z nich využívá typ 1. Ten zahrnuje většinu praktických lékařů, kteří jsou placeni kombinací platby z vybraných daní a poplatků za úkon podobným způsobem, jako je tomu ve Spojeném království. Dánské regiony řídí počet a lokalizaci praktických lékařů. Komunální zdravotní služby zahrnují školní zdravotní péči či domy s pečovatelskou službou. Občanům je přiřazen praktický lékař a mohou bezplatně využít i návštěvy odborného lékaře na doporučení svého praktického lékaře.
Ti, kteří využívají typ 2 zdravotního pojištění, mohou navštívit kteréhokoliv praktického lékaře nebo specialistu podle svého přání, ale mohou během své návštěvy zaplatit poplatek za ošetření. Občané s tímto typem pojištění tvoří méně než 1 % populace.

### Sekundární péče
Nemocniční péči poskytují především nemocnice provozované dánskými regiony. Tento systém se podobá systému v dalších skandinávských zemích. V Dánsku byl snížen počet nemocnic poskytujících akutní péči z 82 v roce 1997 na 52 v roce 2004. Stejně tak se snížil i počet nemocničních lůžek z 4,64 na tisíc obyvatel v roce 1997 na 2,53 v roce 2015. Podle dánského ministerstva zdravotnictví prochází nemocniční sektor modernizací a restrukturalizací sloučením specializované péče do menšího počtu větších nemocničních zařízení. Na rozdíl od standardních nemocničních služeb spravovaných dánskými regiony je specializovaná péče řízena centrální vládou.
V rámci OECD je Dánsko jednou ze zemí utrácející nejvíce finančních prostředků na nemocniční péči, za které vydává přibližně 43 % ze svých výdajů na zdravotnictví. Průměr v OECD je 35 %. V dánských nemocnicích vydávají léky zdravotní sestry a lékaři, nikoliv lékárníci. V naléhavých případech mohou v Dánsku předepsat léky i zdravotní sestry.
Existuje také několik soukromých nemocnic, například Danske Privathospitaler, ty však zajišťují méně než 1 % nemocničních lůžek.

## Zdravotní výkony v Dánsku

### Online zdravotnická péče
Dánsko je jedním ze světových lídrů ve využívání zdravotnických technologií. Prakticky všichni lékaři primární péče mají elektronické lékařské záznamy s plnou klinickou funkčností. Praktičtí lékaři používají elektronické lékařské záznamy a systém elektronického předepisování a pro výměnu klinických zpráv používají síť MedCom. I přes vysokou míru využívání, systém trpí fragmentací, která vedla k neschopnosti dosáhnout plného potenciálu v poskytování kvalitních zdravotnických služeb.

### Psychiatrická péče
Díky zlepšující se schopnosti diagnostikovat a léčit duševní problémy zdokonalilo Dánsko svůj léčebný systém pro osoby, které se s těmito problémy potýkají. Podle údajů dánského ministerstva zdravotnictví se počet pacientů, kterým se dostalo péče v psychiatrických léčebnách, vzrostl od roku 2009 do roku 2014 o 28 %. Ve stejném období se v Dánsku snížil počet sebevražd o 13 %.

### Očkování
Národní program očkování dětí v Dánsku poskytuje očkování proti mnoha nemocem, včetně záškrtu, tetanu a černého kašle. Od roku 1980 do roku 2015 se proočkovanost zvýšila z 88 % na 93 % a země si od roku 2010 trvale udržuje přes 90 % proočkovanosti mezi dětmi. Osoby starší 65 let jsou očkovány proti chřipce. Oproti roku 2002, kdy byla proočkovanost v této věkové kategorii proti chřipce pouze 6,2 %, vzrostla v roce 2015 na 41,9 %. Náklady na očkování hradí dánské regiony v rámci veřejného zdravotnictví s výjimkou očkování nutných pro cesty do zahraničí.